# Диба Борис Лукич
Борис Лукич Ди́ба  (30 серпня 1920, Кашперо-Миколаївка — 11 вересня 1979, Одеса)  — український радянський скульптор; член Спілки радянських художників України з 1960 року.

## Біографія
Народився 30 серпня 1920 року в селі Кашперо-Миколаївці Миколаївського повіту Херсонської губернії (нині Баштанський район Миколаївської області, Україна). Упродовж 1936—1941 років навчався в Одеському художньому училищі, де його викладачами були зокрема Данило Крайнева, Леонід Мучник, Микола Шелюто. Дипломна робота — скульптура «Ленін на броньовику» (керівник Григорій Теннер).
Брав участь у німецько-радянській війні. Протягом 1946—1947 років навчався в Інституті живоптсу, скульптури та архітектури імені Іллі Рєпіна в Ленінграді, де в нього викладали Матвій Манізер, Олександр Матвєєв, Віктор Синайський.
У 1947—1948 роках працював скульптором на Первомайському фарфоровому заводі в селі Пісочному Ярославськох області РРФСР; з 1948 року — художником газети «Моряк» в Одесі; у 1949—1958 роках — на Одеському художньо-виробничому комбінаті. Мешкав в Одесі в будинку на вулиці Пастера, № 14, квартира № 12. Помер в Одесі 11 вересня 1979 року.

## Творчість
Працював у галузях портрета і монументальної пластики. Твори:
скульптура
- «Володимир Ленін у Смольному» (1952, гіпс тонований);
- «Саша малює» (1954, гіпс тонований);
- «Хлопчик» (1954);
- «Тарас Шевченко» (1955, гіпс тонований);
- «Максим Горький»/«Буревісник» (1957, гіпс тонований);
- «Студентка» (1957);
- «Оборона Одеси» (1958, гіпс тонований);
- «У засідці»/«Партизан» (1958, дерево; Одеський історико-краєзнавчий музей);
- «Українська пісня» (1960);
- «Поет Євген Бандуренко» (1960, дерево);
- «Володимир Ленін з дівчинкою» (1962, гіпс);
- «Мати» (1972, камінь);

пам'ятники
- Михайлу Фрунзе у Каховці (1958, бетон);
- Михайлу Ломоносову біля Одеського технологічного інституту імені Михайла Ломоносова (1962, бетон);
- Михайлу Фрунзе у радгоспі імені Михайла Фрунзе в Одеській області (1967, мармурова крихта);
- Василю Чапаєву в колгоспі імені Василя Чапаєва у Кіровоградській області (1970, мармурова крихта).

погруддя
- заслуженого артиста УРСР Л. У. Луценка (1964, гіпс тонований);
- скульптора В. Шалайди (1967, гіпс тонований).

Виконав ескіз-пам'ятник Карлу Марксу для Москви (1958, гіпс тонований; Одеський історико-краєзнавчий музей).
Брав участь у республіканських виставках з 1954 року, всесоюзних — з 1958 року.

## У мистецтві
Портрет Бориса Диби створив у 1950-ті роки написав художник Григорій Крижевський.